# 樋口澄雄
樋口 澄雄（ひぐち すみお、1907年2月28日 - 1985年10月12日）は、日本の初等教育者。

## 略歴
長野県小県郡中塩田村（現上田市）出身。旧制上田中学を経て、1926年東京府青山師範学校卒業、1930年同専攻科修了。東京都の小学校教諭をへて、港区桜田小学校校長、同区西桜小学校校長。日本幼児教育研究会会長を務めた。

## 著書
- 『まさおのずがこうさく』社会教育連合会編 斉藤清絵 印刷局 学級文庫 1948
- 『構成活動』誠文堂新光社 カリキュラム・シリーズ　1950
- 『小学校の特別教育活動 経営活動・クラブ活動・児童会のあり方』七星閣 1951
- 『社会科の研究授業』明治図書出版 研究授業叢書　1954
- 『委員になったら』小野田俊雄絵 東西文明社 少年少女基本学校図書全集 1956
- 『三年生の社会科ずかん』講談社の三年生文庫　1956
- 『たのしい社会科 1～6ねんせい』岩崎書店 学年別たのしいシリーズ　1962
- 『学校の創造』明治図書出版 教育問題新書 1964
- 『教育につくした先覚者たち　高野長英・福沢諭吉・内村鑑三・山崎兵蔵』さ・え・ら書房 さ・え・ら伝記ライブラリー 1966
- 『校長・教頭試験論文の書き方』明治図書出版 1968

### 共編著
- 『三年の全科学習宝典 後期用』金子淳一,志波末吉,香取良範と指導 国民図書刊行会 1950
- 『小学校高学年の児童会と経営活動』樋口方次共著 金子書房 特別教育活動シリーズ 小学校篇　1952
- 『少年工作事典』公楽源一郎,坪内千秋共編 誠文堂新光社 1954
- 『公開授業 やりかた・みかた』遠藤五郎共編 明治図書出版 1955
- 『単元学習の問題点 社会科を中心として』馬場四郎共編 東洋館出版社 初等教育新書 1955
- 『社会科99の相談』編 明治図書出版 教師のための相談選書 1957
- 『生活に結ぶ幼稚園教育』編 明治図書出版 1957
- 『学級経営十二講』春田正治共編 明治図書出版 1958
- 『小学校社会科指導細案』松村謙,班目文雄共著 明治図書出版 1959
- 『人間教師は苦悶する 真実の教育を求めて』金沢嘉市対話 誠文堂新光社 1969
- 『幼稚園教師の教職教養』下山田裕彦共編 明治図書出版 1969
- 『4歳児保育の展開 実践に基づく保育活動』編 明治図書出版 1982
- 『現代保育大系 4　保育の制度と運営』編著 川島書店 1984

## 論文
- <樋口澄雄